# Дім-музей С. Д. Ерьзі
Дім-музей С. Д. Ерьзі — музей у селі Баєво Ардатовського району Мордовії, філія Мордовського республіканського музею образотворчих мистецтв імені С. Д. Ерьзі.
Відкритий у 1976 році, до 100-річчя з дня народження скульптора Степана Дмитровича Ерьзі (Нефьодова). Спочатку експозиція розміщувалася у маленькому куточку місцевої школи, потім вона зайняла невеликий будиночок, критий соломою і нагадував хату Нефьодових. Нинішня будівля являє собою типову для мордовських сіл одноповерхову дерев'яну хату з чотирисхилим дахом, що складається з житлового приміщення і сіней. Будинок побудований недалеко від місця, де раніше знаходилася хата Нефьодових. В експозиції будинку-музею документи та фотографії, присвячені різним періодам життя Ерьзі, репродукції деяких з його творів, особисті речі скульптора, роботи його учнів.
Біля входу в музей встановлено пам'ятник Ерьзі роботи московського скульптора Алдони Ненашевої.